# Toranomon Hills
Toranomon Hills (虎ノ門ヒルズ, Toranomon Hiruzu) est un gratte-ciel de 258 mètres construit en 2014 à Tokyo au Japon.